# Яхнівка (Вишгородський район)
Яхні́вка — село в Україні, у Іванківській селищній територіальній громаді Вишгородського району Київської області. Населення становить 8 осіб.

## Історія
Село засноване 1906 року.
7 (20) листопада 1917 року, відповідно до Третього Універсалу Української Центральної Ради, увійшло до складу Української Народної Республіки.
12 червня 2020 року Яхнівська сільська рада об'єднана з Іванківською селищною громадою.
12 червня 2020 року, відповідно до розпорядження Кабінету Міністрів України № 715-р «Про визначення адміністративних центрів та затвердження територій територіальних громад Київської області», увійшло до складу Іванківської селищної територіальної громади.
19 липня 2020 року, в результаті адміністративно-територіальної реформи та ліквідації Іванківського району, село увійшло до складу Вишгородського району.
З кінця лютого до 1 квітня 2022 року під час російсько-української війни село було окуповане російськими військами.